# Bowditch (månekrater)
Bowditch er et nedslagskrater på Månen. Det befinder sig på Månens bagside lige bag den østlige rand. Det er et område, som lejlighedsvis bringes inden for synsvidde på grund af libration, men krateret ses da fra siden, så mange detaljer ikke kan observeres. Det er opkaldt efter den amerikanske matematiker Nathaniel Bowditch (1773 – 1838).
Navnet blev officielt tildelt af den Internationale Astronomiske Union (IAU) i 1970. 
Krateret observeredes første gang i 1965 af den sovjetiske rumsonde Zond 3.

## Omgivelser
Bowditchkrateret ligger lige nord for det lille Lacus Solitudinis månehav, mellem Titiuskrateret mod sydvest og Perel'mankrateret mod øst-nordøst

## Karakteristika
Randen af Bowditchkrateret er åben mod sydvest, og det er forlænget mod nordøst, muligvis på grund af et krater, som er sammenfaldende med det. Den ydre rand varierer i højde, idet de mest fremtrædende dele er de sydvestlige samt en højderyg mod nordvest. Kraterbunden er blevet "oversvømmet" med basaltisk-lava, hvilket er usædvanligt for et krater på Månens bagside. Bunden er i almindelighed flad og mærket af et antal småkratere. Dog er der nogle lave bakker i overfladen, som forløber koncentrisk med den indre væg. Nogle irregulære højdedrag dækker det meste af krateråbningen langs den sydvestlige side.

## Nærliggende kratere
Nær den sydlige rand og i den nordlige kant af Lacus Solitudinus findes fire små kratere, som har fået egne navne af IAU. Det drejer sig om:
| Krater  | Længde  | Bredde   | Diameter | Eponym               |
| ------- | ------- | -------- | -------- | -------------------- |
| Bawa    | 25,3° N | 102,6° Ø | 1 km     | Afrikansk drengenavn |
| Edith   | 25,8° N | 102,3° Ø | 8 km     | Engelsk pigenavn     |
| Fairouz | 26,1° N | 102,3° Ø | 3 km     | Arabisk pigenavn     |
| Karima  | 25,9° N | 103,0° Ø | 3 km     | Arabisk pigenavn     |

## Satellitkratere
De kratere, som kaldes satellitter, er små kratere beliggende i eller nær hovedkrateret. Deres dannelse er sædvanligvis sket uafhængigt af dette, men de får samme navn som hovedkrateret med tilføjelse af et stort bogstav. På kort over Månen er det en konvention at identificere dem ved at placere dette bogstav på den side af satellitkraterets midte, som ligger nærmest hovedkrateret. Bowditchkrateret har følgende satellitkratere:
| Bowditch | Længde  | Bredde   | Diameter |
| -------- | ------- | -------- | -------- |
| M        | 26,7° S | 103,3° Ø | 16 km    |
| N        | 26,6° S | 102,8° Ø | 16 km    |

## Måneatlas
- Billeder af Bowditchkrateret i LPI-måneatlasset